# 日本律令制
日本的律令制為古代日本基於律令的政治及社会制度，是仿效中國唐朝的法律体系编撰施行的。在日本，律令制也叫“律令体制”或“律令国家”。虽然律令在古代东亚很普遍，但真正有实证仿效中国建立起完整律令制度的仅有日本，並且沒有隨時代變遷而有所更動。
日本正式實施律令制，可追溯至飛鳥時代的近江令，8世纪是其黄金时期，至平安时代已名存實亡，但到了明治維新才正式廢除。

## 基本理念
日本律令制是中国古代思想衍生的王土王民思想（也叫王土王臣思想，即土地和人民都必须服从君主的支配）这一理念具体化的体制。另外，王土王民的理念和“只有君主才有统治权，在君主面前人人平等”的“一君万民”思想成为互为表里的关系。
律令制下，本着王土王民和一君万民的理念，国君一律平等地给予人民土地，反过来人民对于国君也一律平等地履行租税、劳役、兵役的义务。为了保障这套秩序无差错的执行，国家颁布了高度体系化的法令，并依照这套法令建立起官僚体系。这套官僚体系是保障社会秩序的工具。

## 历史
日本律令制大约实施于公元7世纪后期（飞鸟时代后期）到10世纪。这之中，8世纪是其黄金时期。

### 大化改新
据《日本書紀》记载，推古11年12月5日（604年1月11日），廄戶王推動下开始实行包括制定冠位十二阶、十七條憲法在内的国制改革。乙巳之變後从646年开始，孝德天皇和中大兄皇子等人积极推进政治改革，在大化改新中提出了四项施政方针。这些方针都受到了中国政治制度的强烈影响，内容如下：
1. 效法隋唐之均田制，行班田收授法：廢除豪族对土地與部民的私有權，並將其收為國有。政府计口授田，凡六歲以上之國民，每六年按人口班给田地（稱「口分田」）。所班田地不得買賣，死後歸還政府。
2. 效法唐朝租庸调：受田農民须向國家上繳穀物（此為「租」），服勞役或纳布代役（此為「庸」），並上貢地方土產（此為「调」）。
3. 中央設二官：神祇官、太政官和八省（中務、式部、治部、民部、兵部、刑部、大藏、宮內）、一台（彈正台）；一般地方設国、郡、里。
4. 兵制：首都置五衛府，地方設軍團（日语：軍団 (古代日本)），國民需服兵役。

到20世纪中后期以前，人们都认为大化改新将日本带入律令制社会，但是1967年12月，藤原京北的外濠出土了上写有「己亥年十月上捄国阿波評松里□」的木簡，引起了郡評論争，改新诏书的存在出現爭議。

### 天智朝
日本正式进入律令制社会是公元7世纪60年代之后的事。663年，日本在白村江之戰中战败，随即與唐和新罗的关系恶化，日本朝廷深感国际局势对日本不利。于是为了增强国防实力，使危机感笼罩下的统治阶级团结起来，当时的天智天皇改组豪族，迅速整顿了官僚体制，进行了举国的政治体制改革。改革加强了大王的权力，对地方人民的统治进一步强化，在全国形成了令制国的行政区划。670年左右，在这个背景下，日本历史上最早的户籍—庚午年籍完成，户籍是律令制诸多制度施行的必要因素。这个时期编写并施行的近江令，被认为是天智天皇時期法令的统称。

### 天武、持統朝
671年天智天皇驾崩，其子即位为弘文天皇，但天智天皇弟弟大海人皇子发动壬申之亂夺权，大海人皇子即位为天武天皇，天武天皇继续大化革新的改革，689年天武天皇颁布《飛鳥淨御原令》將國名從倭國改成日本，君主稱號從大王改成天皇。701年文武天皇颁布第一部正式律法《大寶律令》正式將國名改成日本，日本此后进入中央集权的律令时代。

### 奈良時代
《大寶律令》頒布後雖然建構新的制度，但是並沒有大規模撤換統治階層，律令制雖然達成中央集權，提升中央和天皇權力，但由豪族演變成的貴族仍然擔任中央、地方統治者，律令制沒有消滅原有統治階層，反而給予原有統治階層統治的法律依據，以律令規範統治階層的權力，以及與天皇的關係。另外律令制雖然發揮中央政府控制地發的目的，但是律令制沒有符合當時日本的經濟、社會狀況，隨著生産力、人口増加，可供分配的土地減少，加上逃避勞役、兵役，出現偽造、逃脫戶籍的現象。
為了應對律令制的不足，奈良政府開始設置三世一身法、墾田永年私財法，使得私有財產成為合法，這些政策雖然是為了維持律令制，但由于土地私有制被允许，豪族和神社、寺庙开始进行大量开垦，导致了庄园制度的建立和班田制的崩溃。政治方面也設置令外官補充劑有官職不足。758年日本頒布《養老律令》，《養老律令》直到明治維新才正式廢除。

### 桓武天皇改革
8世纪末期，律令制的实效性减弱，制度难以维持，这套机制的运行，成为律令政府的沉重负担，地方偽造、逃脫戶籍的現象导致户籍维持困难。因此当时在位的桓武天皇废止部分制度，实施大规模的行政改革，用简单有实效的制度取而代之。桓武天皇的改革包括：勵行班田、废除軍團制度、都城由平城京迁至长冈京和平安京、設置勘解由使、停止铸造皇朝十二錢。这次改革，虽然是为了重振律令制，但是让律令制发生了实质性的改变，构建起与以前性质不同的统治体制，因此有学者认为，桓武天皇时期律令制实际已经终结。

### 律令制的衰退
9世紀初期到中葉，为了整頓律令制開始编撰格式，颁布格式虽然是为了維持律令制度，但也表示律令已经无法应对日本社会的需要。9世纪后期宇多天皇重用菅原道真制衡藤原氏藤原時平，894年藤原時平試圖派道真出使唐，但道真拒絕，並於建议廢除了遣唐使。此后日本进入国風文化時代发展出獨有的文化，由於律令制是仿照唐朝的制度，與唐朝缺乏接觸也是律令制衰退的原因之一。
10世纪时律令制完全瓦解，延喜二年（902年）頒布莊園整理令，為延續律令制最為顯著之舉，但也是日本史上最後一次實施班田。此后由于户籍调查无法进行，日本转为實施土地税的路線，將土地經營與納税之權責賦予地方豪族與國司，使之成為負名（應繳納租稅者），稱為負名體制。另外私有財產出现后，貴族、寺社等權門掌握大量土地，權門透過權勢獲取「不輸不入」之權利，負名則將土地寄於權門名下，躲避國司控制，如此一來權門控制的莊園，不再受國司控制，不向政府納稅，並且逐漸擴大，並形成層層堆疊的土地所有權結構，稱為寄進式莊園，中央失去对大量土地的控制权。10世纪也是攝關政治的確立期，攝關取代律令制下太政官的权力。
自從桓武天皇將各令制國軍團廢除，改為志願制的健兒取代之後，地方治安因此惡化，地方自衛性質的武装勢力——武士因此出現。10世纪中葉武士协助平定承平天慶之亂，社会内部的紛爭經常由武力進行解決，武士的地位因此急速上升，促成最初的武家政權平氏政權的登場，日本进入武家社会时代。